# Dione (satélite)
Dione é uma das maiores luas do planeta Saturno, orbita a 377,4 mil quilómetros de distância desse planeta, sendo o seu período orbital de cerca de 66 horas, precisamente o dobro do que leva Encélado a percorrer a sua órbita. Este fenómeno pode ser responsável pelo aquecimento de Encélado a partir do efeito de marés.
Como resultado da fricção das marés, a rotação de Dione é proporcional ao seu movimento orbital, assim Dione mantém sempre o mesmo lado virado para Saturno. Esta lua orbita dentro do grande e ténue anel E de Saturno, desconhecendo-se até ao momento a relação entre Dione e o anel E.
Uma das características mais surpreendentes de Dione é a rede de penhascos cintilantes numa superfície escura que deverá ter sido originada a partir de movimentos tectónicos, o que se revelou uma surpresa para os cientistas.

## Mitologia
O nome de Dione (do grego Διονε) foi proposto por John Herschel (filho de William Herschel) em 1847 quase duzentos anos depois de ser descoberta. John Herschell propôs que todas as luas de Saturno tivessem o nome de titãs, irmãs e irmãos de Cronos (Saturno na mitologia romana).
Na mitologia, Dione era identificada como uma ninfa filha de Oceano e Tétis, mas aparece, por vezes, como filha de Urano e Gaia, logo uma titã e irmã de Cronos.

## História de observação e exploração
Giovanni Cassini foi quem descobriu Dione, Tétis, Reia e Jápeto e chamou às suas quatro luas de Sidera Lodoicea (As estrelas de Luís) honrando o rei Luís XIV de França. Em particular, Cassini descobriu Dione no dia 21 de Março de 1684.
A magnitude de Dione atinge 10,2 devido a ter uma reflectividade elevada, revelando que tinha uma superfície essencialmente de gelo de água.
Pouco se sabia sobre o aspecto de Dione, até aos primeiros anos da década de 1980, altura em que as sondas Voyager visitaram Saturno, as fotografias mostraram uma superfície antiga. No entanto, existiam claras assimetrias no terreno desta lua, o hemisfério rebocado (aquele que fica sempre atrás no movimento orbital de Dione em volta de Saturno) mostrava-se quebrado por uma rede de múltiplas fracturas brilhantes em linha.

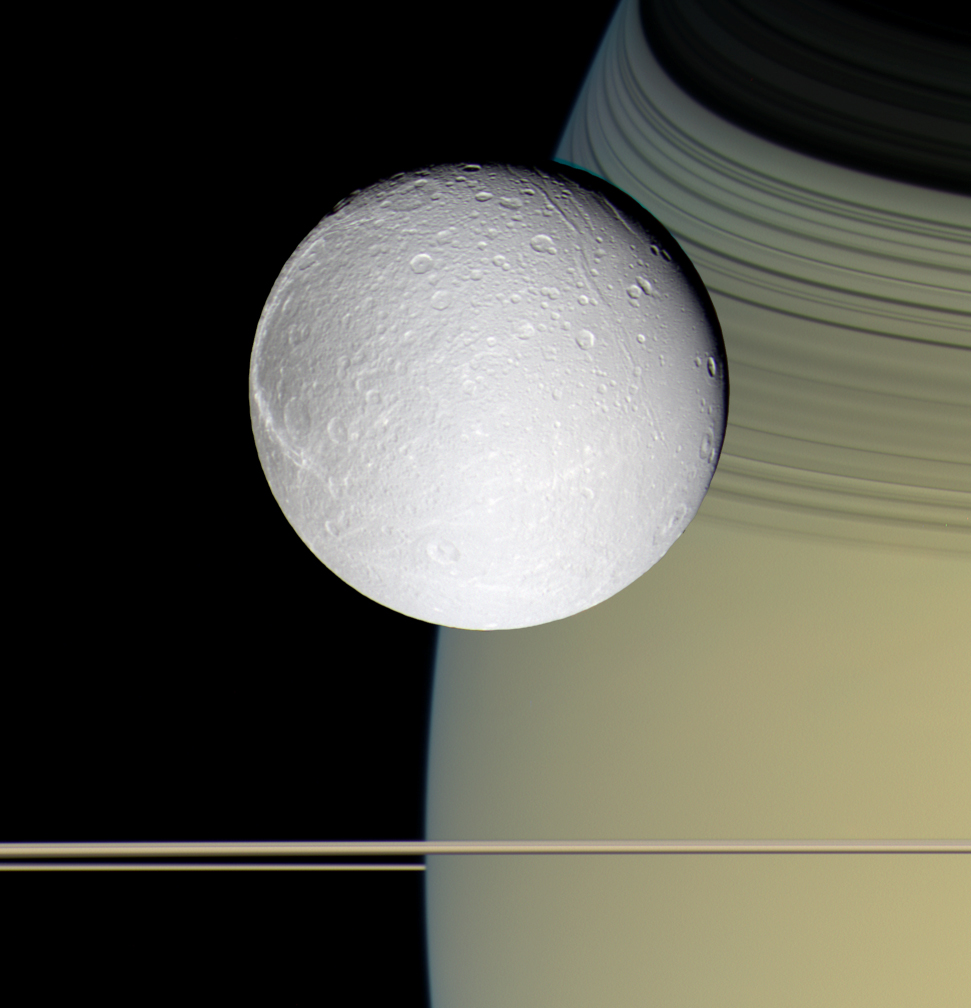
Dione, Saturno e os anéis em linha com a sonda Cassini. Imagem tirada em 11 de Outubro de 2005.

Em 1980 foi também descoberto um novo satélite que orbitava Saturno na mesma órbita que Dione, a que se chamou de Dione B (que mais tarde tomou o nome de Helena), à frente do hemisfério líder no ponto de Lagrange L4. Em 2004, é descoberto um outro pequeno satélite, atrás do hemisfério rebocado, no ponto de Lagrande L5.
Até ao sobrevoo da sonda Cassini a 13 de Dezembro de 2004, a origem deste material brilhante era obscura, em parte porque as fotografias foram tiradas a uma distância elevada. A Cassini revelou que estas áreas eram falésias de gelo brilhante criadas por fracturas tectónicas. Descobre-se assim que Dione é um mundo dominado por enormes fracturas no hemisfério rebocado.
A sonda Cassini fez a maior aproximação jamais feita a Dione por uma sonda espacial, fê-lo em em 11 de Outubro de 2005 a uma distância de 500 km. Esta aproximação permitiu ver esta lua um detalhe nunca visto. Durante o encontro, a Cassini tentou buscar mais informação e tirar melhores fotografias das estranhas marcas na superfície de hemisfério rebocado. O encontro revelou uma superfície variada e familiar, mas ao mesmo tempo diferente do resto do sistema solar. Os instrumentos de campos e partículas da Cassini não detectaram a presença de uma atmosfera.

## Geologia planetária

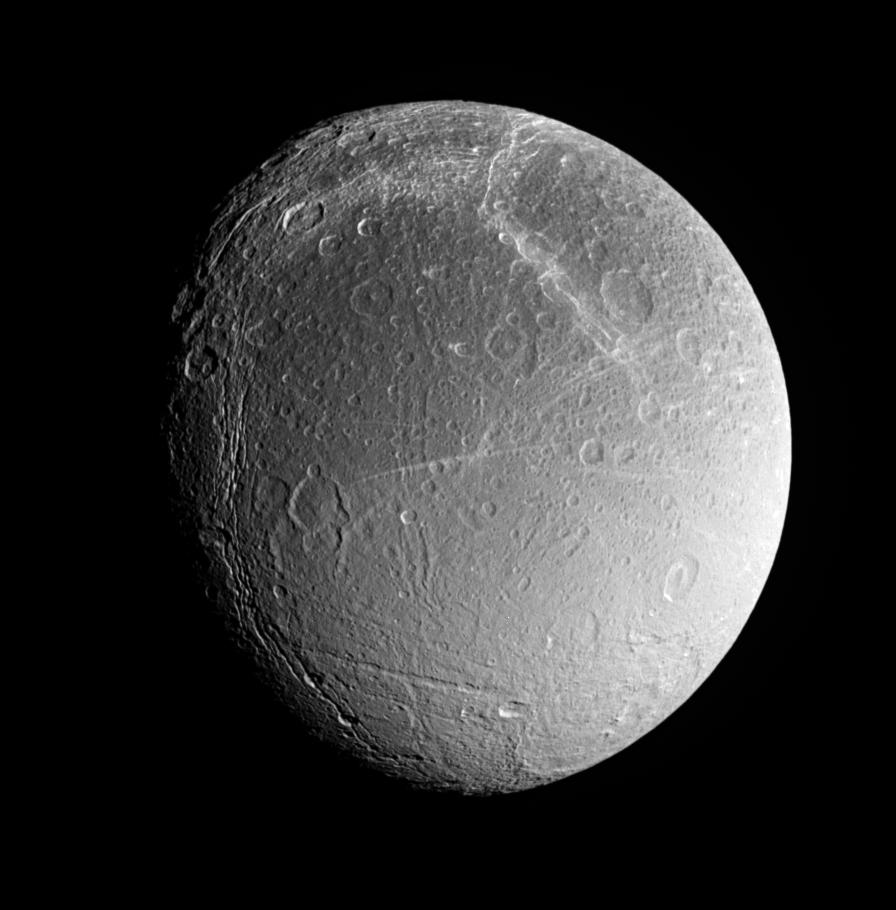
Região polar sul no hemisfério rebocado é mais brilhante que o terreno perto do equador, no topo da imagem. No centro, uma rede radial brilhante é conhecida como Cassandra, que poderá ser uma cratera raiada ou uma característica devido a movimentos tectónicos.

Dione tem 1118 quiómetros e apesar de ligeiramente menor, Dione é bastante semelhante a Reia. Ambas têm composições, albedo e terreno semelhantes, e até os hemisférios destes diferentes mundos são parecidos. No entanto, Dione é mais densa que Reia, e é a segunda lua de Saturno mais densa depois de Titã. O que leva a se pensar que tem uma grande quantidade de material rochoso no seu interior; e devido a isso, Dione tem mais calor radioactivo interno que as outras luas geladas vizinhas. Enquanto Encélado mostra ser uma lua activa, Dione mostra sinais dessa actividade no passado, mostrando-se assim com uma superfície mais antiga do que a que foi vista em Encélado.

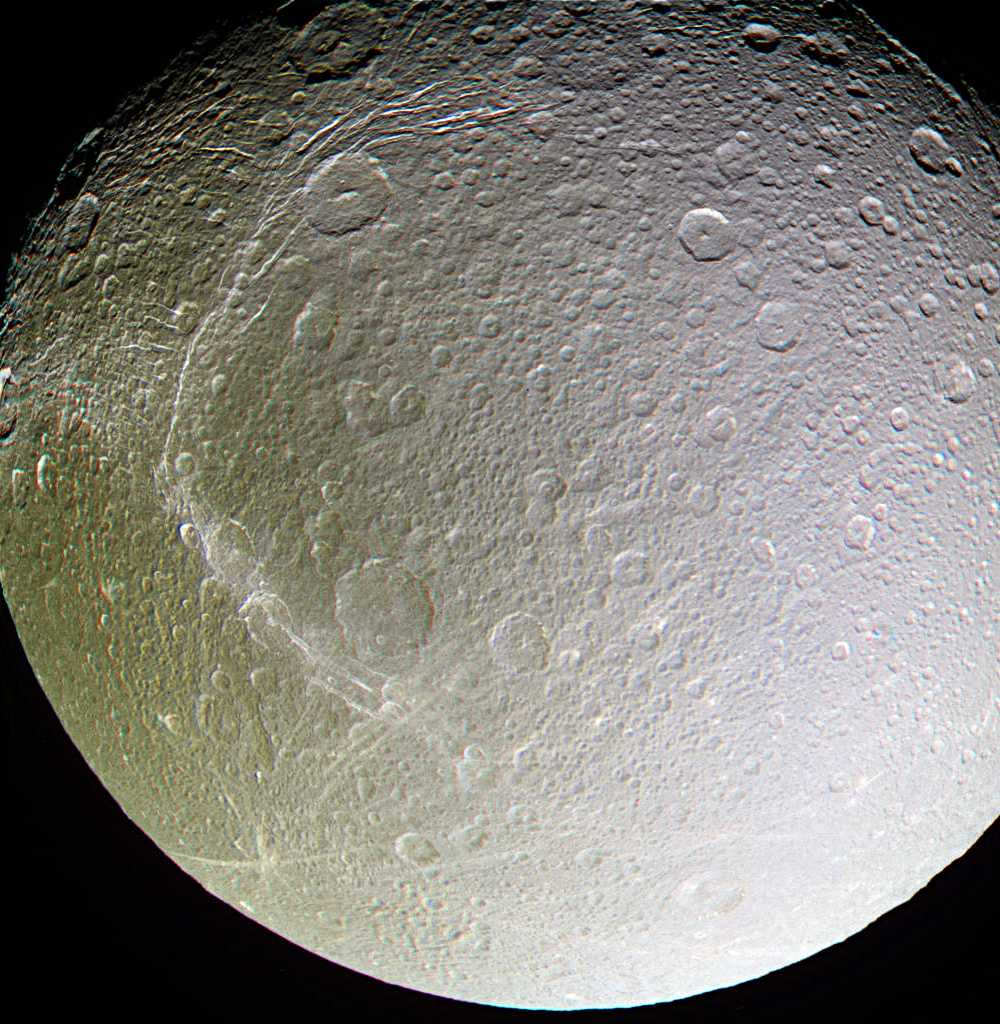
Composição a partir de imagens da Cassini, mostrando o terreno escuro e partido do hemisfério rebocado.

As Voyager confirmaram que existia uma crusta gelada, ou seja, a solidez do astro é composta aproximadamente por 60 % de gelo e 40 % rocha. Parece também mostrar que uma parte substancial do gelo derrete.
A superfície é brilhante devido à sua composição, mas mostra grandes contrastes de brilho, com o hemisfério que lidera a translação mais brilhante que o rebocado. Este último é, geralmente, mais escuro e com uma superfície dominada por penhascos de gelo brilhantes que lhe dá um carácter bastante exótico e que evidencia movimento de placas tectónicas. Uma possibilidade é que as fracturas parecem ser devidas à libertação de água e, possivelmente, metano.
Dione apresenta diferentes tipos de terreno: planícies com baixa densidades de crateras a vales sinuosos que pode ser devido ao calor gerado a partir do seu interior. Existe um grande número de crateras, mas nenhuma tão grande que sugira que Dione alguma vez esteve perto da destruição total. Geralmente, Dione mostra uma pequena população de crateras quando comparada com outras luas de Saturno.
As zonas altas suaves e respectivos vales são harmoniosos com o resto da superfície e deverão ter a mesma idade que as a maioria das crateras das regiões onde estas se encontram, já os penhascos de gelo brilhantes deverão ter sido formados num período mais recente.
Os cientistas continuam intrigados com o terreno nas latitudes a sul. Esta rede de linhas parece cruzar tudo e são a característica mais jovem nessa região de Dione.
As maiores crateras têm 200 km de diâmetro e as crateras com 100 km são comuns nas zonas mais densamente saturadas de crateras. Uma das maiores dessas tem um pico central. A maioria das crateras encontra-se no hemisfério que lidera o movimento à volta de Saturno, dado que Dione mantém sempre a mesma face virada para o planeta dos anéis.
As principais características visíveis na superfície dioniana são as Chasmata (depressões íngremes, estreitas e longas), Lineae (marcas lineares formadas pelos penhascos) e crateras. As características da superfície de Dione toman nomes da Eneida de Virgílio, daí que, por vezes, Dione é referida como Lua de Vírgilio.

### Os penhascos de gelo

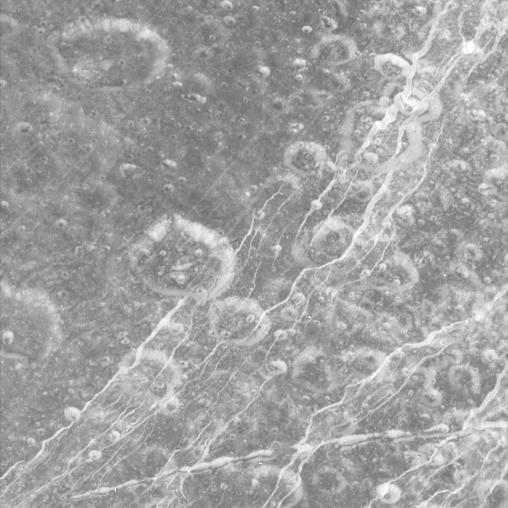
Sulcos lineares e quase paralelos percorrem o terreno de Cartago Linea, visíveis no canto superior esquerdo da imagem.

Até à chegada da sonda Cassini em 2004, a origem da rede de linhas de material brilhante era obscura. Hoje sabe-se que estas formações não são depósitos de gelo, tal como se pensava antes da chegada da sonda, mas são penhascos de gelo brilhantes criados por movimentos tectónicos na superfície.
 

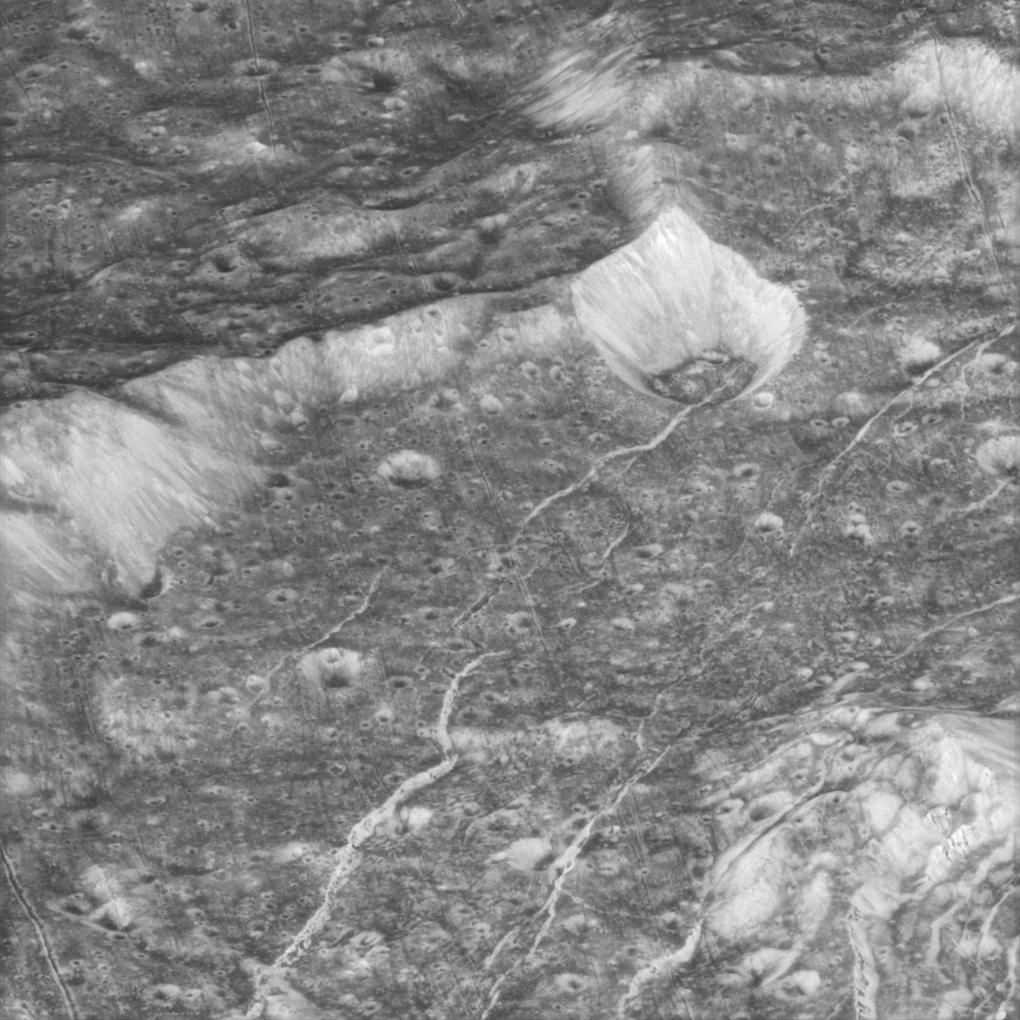
Vista do interior de uma cratera com 60 km de diâmetro em Pádua Linea. O pico central da cratera pode ser observado na parte inferior direita. São visíveis várias fracturas na superfície.

Os penhascos localizam-se em terreno escuro, que dá ao terreno um aspecto contrastante e alienígena. Um dos propósitos da sonda Cassini era desvendar mais informação sobre esta parte da superfície, dados que puderam ser obtidos com a aproximação de 11 de Outubro de 2005.
Durante a aproximação, a Cassini sobrevoou Pádua Linea e as imagens revelaram um terreno com sulcos finos, levemente paralelos e lineares que percorrem todo o terreno. Por sua vez, estes sulcos são interrompidos por fracturas irregulares e brilhantes. Em vários locais, as fracturas são mais recentes que alguns depósitos no fundo das crateras.
As crateras da região de Cartago Linea também têm paredes brilhantes e fundos cobertos por depósitos escuros, o que sugere que o material caia das paredes para o interior, revelando gelo limpo, enquanto que o materail escuro vai se acumulando no interior das crateras e na base dos penhascos.

### Crateras
Em Dione, a superfície varia da densamente crivada por crateras, até às planícies praticamente sem crateras, passando por planícies com um número moderado de crateras. As zonas com mais crateras têm bastantes crateras com mais de 100 km de diâmetro e as planícies tendem a ter crateras com menos de 30 km de diâmetro.

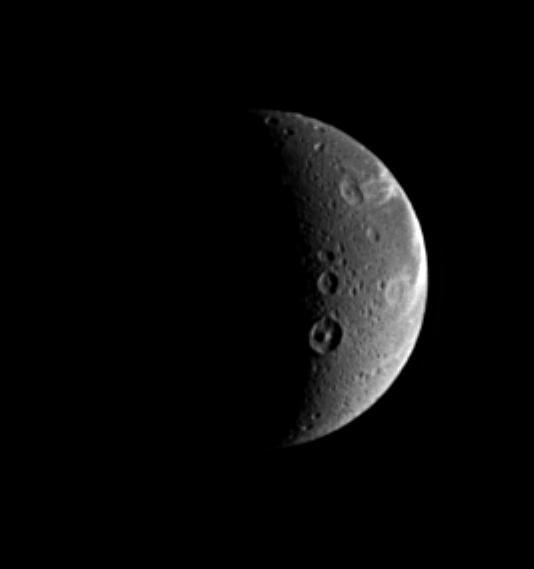
A cratera proeminente é Dido. Por cima localiza-se Antenor (82 km de diâmetro), logo acima Turnus (97 km) que se localiza em Cartago Linea, uma região de terreno brilhante e fracturado.

A maioria do terreno com bastantes crateras localiza-se no hemisfério rebocado, com as planícies menos crivadas no hemisfério líder. Isto vai contra o que era esperado por alguns cientistas, o que sugere que durante o período de forte bombardeamento, tinha outra face virada para Saturno. Dado que Dione é relativamente pequena, um impacto que cause uma cratera de 35 km pode ter virado a lua. Dado que existem bastantes crateras maiores que 35 km, Dione pode ter sido repetidamente virada durante o bombardeamento no sistema solar primitivo. O padrão das crateras e o albedo brilhante do hemisfério líder sugerem que Dione permaneceu com a mesma face voltada para Saturno durante vários milhares de milhões de anos.
A maioria das crateras vistas pela sonda Cassini durante a aproximação mostra muros brilhantes e material escuro no chão dessas crateras. Isto deverá ser causado pelo deslizamento e acumulação de depósitos rochosos no interior das crateras, deixando os muros com gelo mais limpo, muito semelhante ao que deverá acontecer com outras luas geladas de Saturno.
Tal como Calisto, as crateras de Dione não têm muito relevo, ao contrário das que são encontradas na Lua da Terra e em Mercúrio; isto provavelmente é devido à crusta frágil formada por gelos. Dido é uma cratera proeminente na superfície, tem com 118 km de diâmetro e possui um pico central e tomou o nome da fundadora mítica de Cartago.

### Atlas de Dione
|  |  |